# Southern Pacific 4449

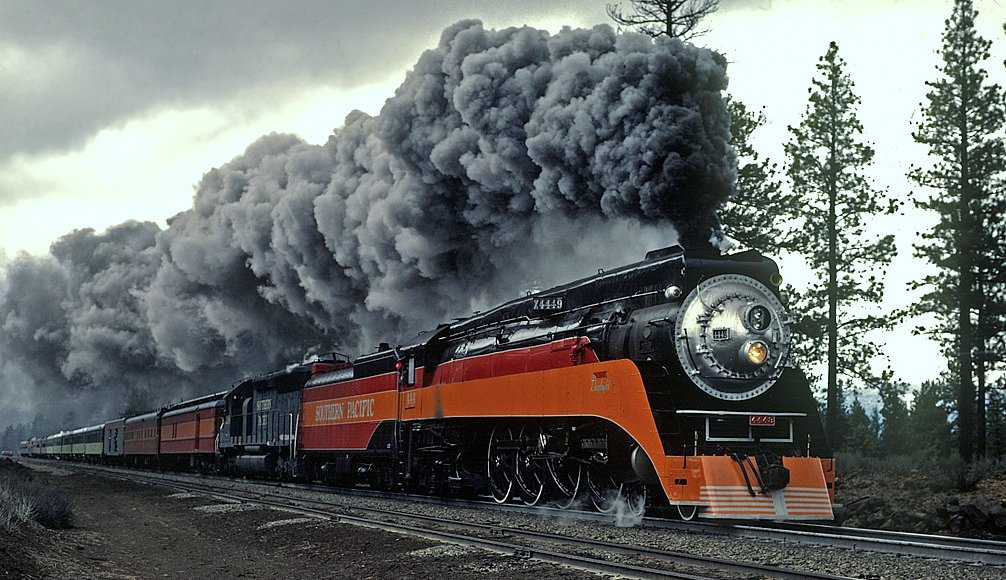
4449 på väg mot Sacramento 1981.

Southern Pacific 4449 är ett amerikanskt ånglok byggt 1941 på Lima Locomotive Works i Ohio. Det är det enda kvarvarande exemplaret av loktypen GS-4 som beställdes av Southern Pacific Railroad. Lokets axelföljd är 4-8-4. Loket är även känt under namnet Daylight efter dess färgschema. Ångpannan eldas med tjockolja och dess toppfart är runt 180 km/h.
Loket kördes ofta på sträckan San Francisco-Los Angeles. Det användes i reguljär trafik fram till 1956 och var under några månader reservlok, innan det 1958 donerades till staden Portland som ställde upp det till allmän beskådan på Oaks Amusement Park. Under de åren stals vissa delar, bland annat ångvisslan, och loket blev vandaliserat. Det restaurerades 1974 och började sedan användas för att dra American Freedom Train. Sedan dess har loket körts i olika sammanhang. När det inte används är det placerat i Oregon Rail Heritage Center, och de sköts om av en grupp frivilliga personer kallade Friends of SP 4449.

## Galleri

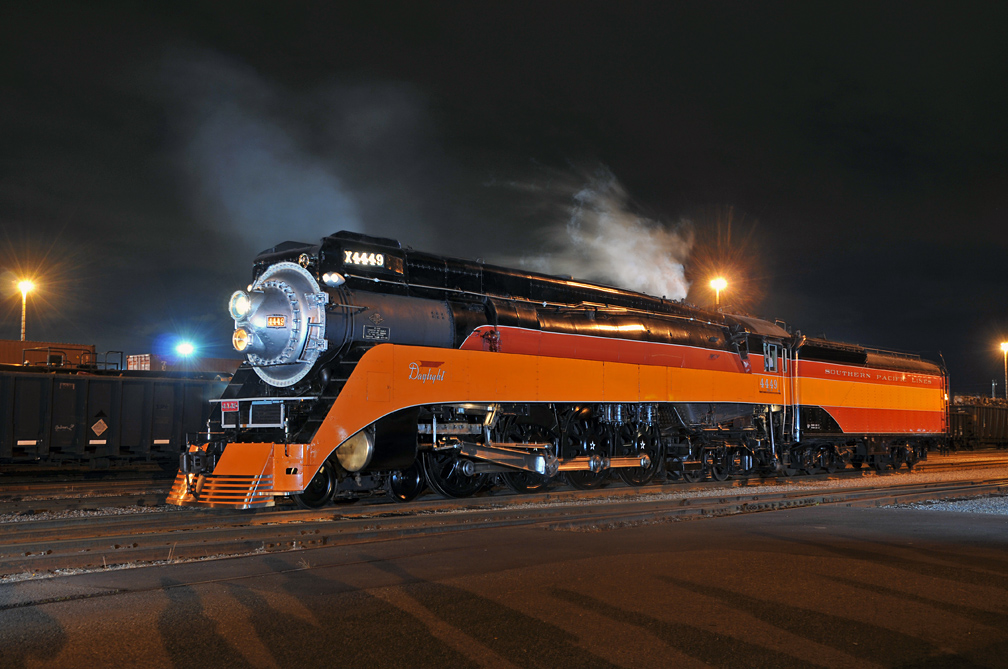
Nattbild, 2011.
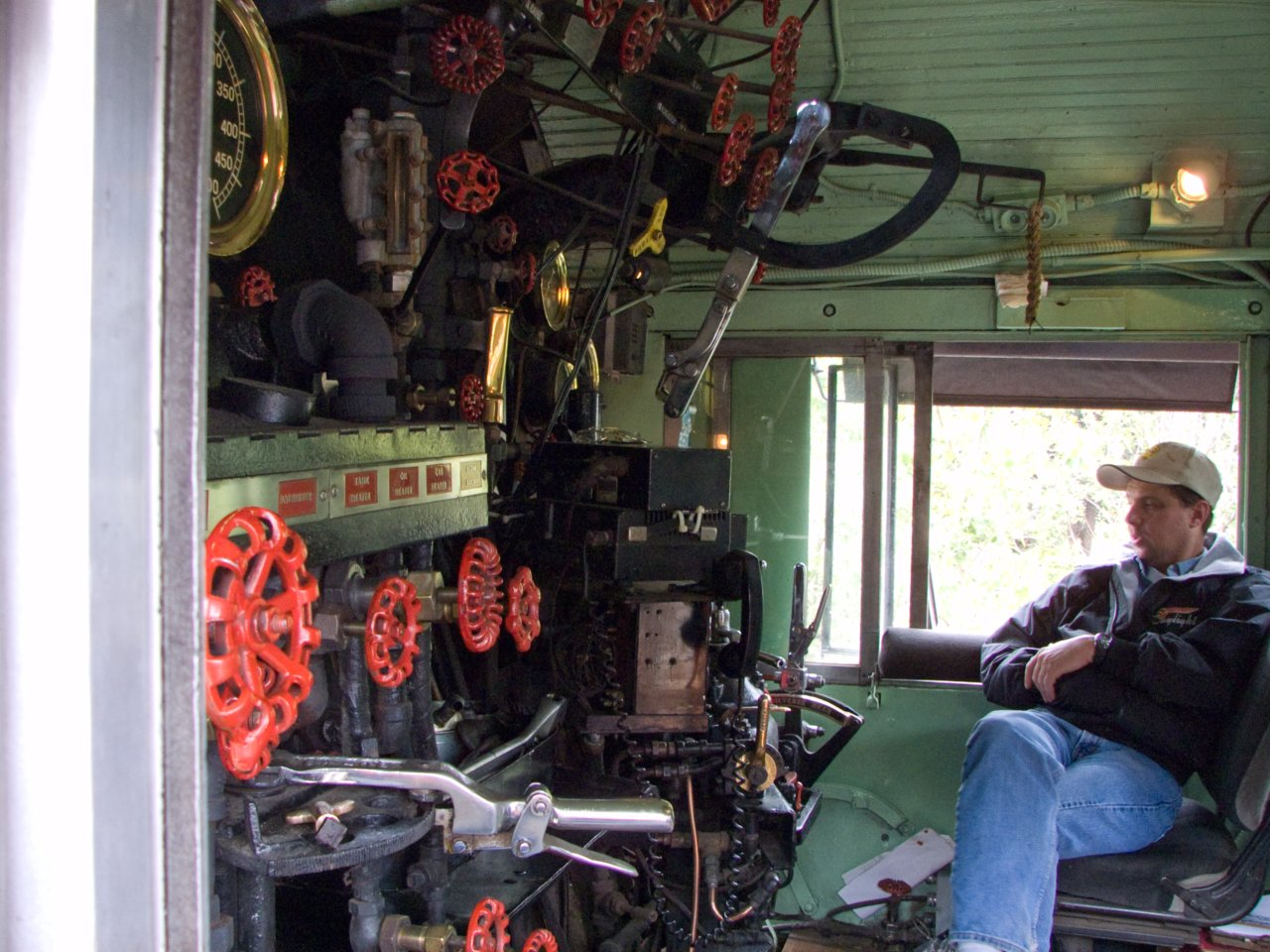
Förarhytten.
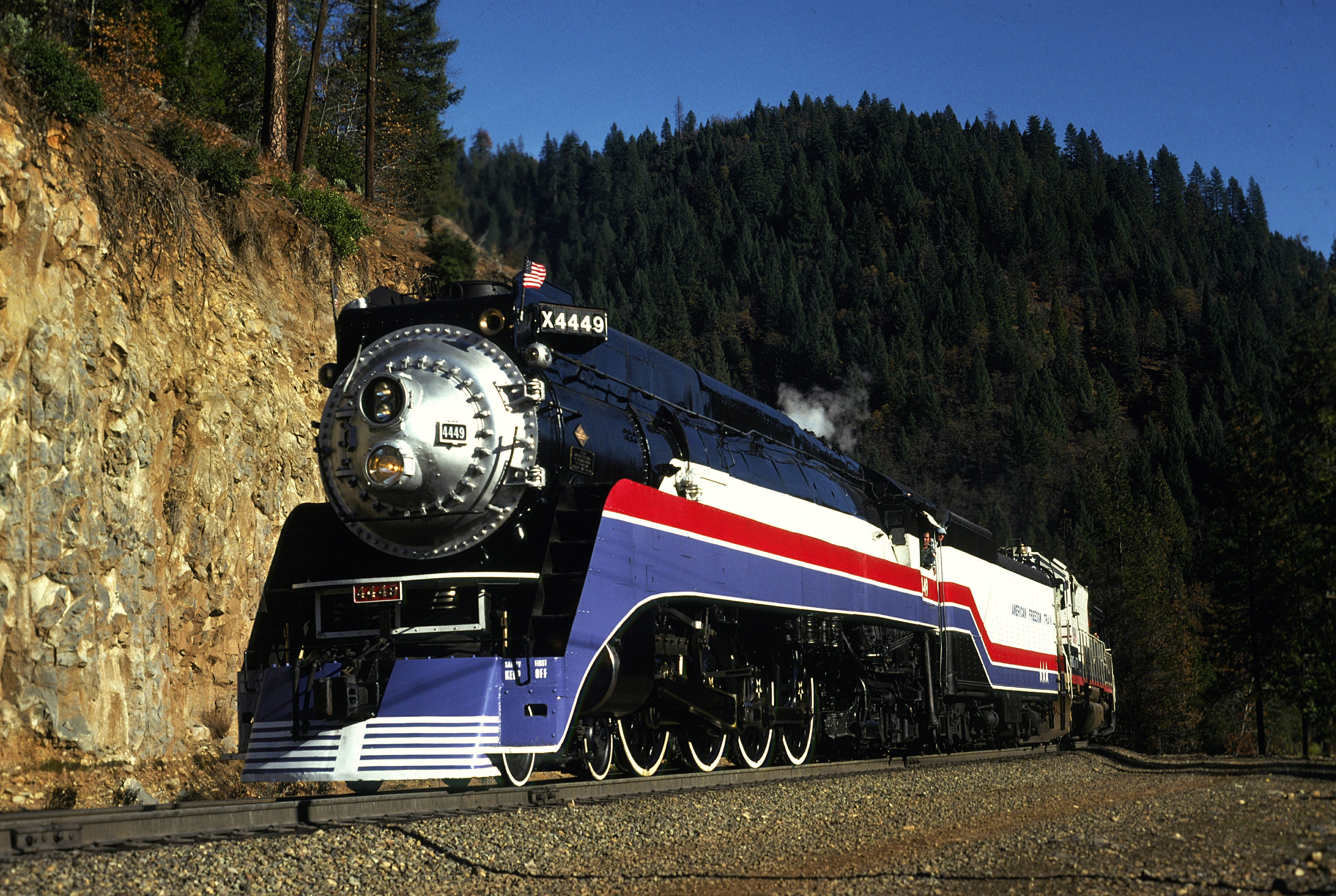
Loket med färgschemat som användes på 1970-talet.